# Tillit-Gletscher
Der Tillit-Gletscher (englisch Tillite Glacier) ist ein Gletscher in der antarktischen Ross Dependency. Er fließt vom Pagoda Peak in der Königin-Alexandra-Kette in nordwestlicher Richtung zum Lennox-King-Gletscher, den er nördlich des Fairchild Peak erreicht. 
Teilnehmer einer von 1961 bis 1962 durchgeführten Kampagne im Rahmen der New Zealand Geological Survey Antarctic Expedition benannten ihn. Namensgebend waren im Gebiet des Gletschers gefundene Felsvorsprünge aus Tillit, Überreste einer Moräne aus dem Paläozoikum.